# Гриша Олександр Іванович
Олександр Іванович Гриша (28 січня 1909, станція Довгинцеве, тепер у складі міста Кривого Рогу Дніпропетровської області — ?) — український радянський партійний і державний діяч, секретар Дрогобицького обласного комітету КП(б)У, голова Житомирського міськвиконкому.

## Життєпис
Член ВКП(б).
До серпня 1941 року — голова виконавчого комітету Дніпродзержинської міської ради депутатів трудящих Дніпропетровської області.
З жовтня 1941 по січень 1943 року — в Червоній армії, учасник німецько-радянської війни. Служив у політичному управлінні Південного фронту та у Військовій раді 57-ї армії.
На 1943 рік — інструктор організаційного відділу ЦК КП(б)У.
У листопаді 1943 — квітні 1944 року — голова виконавчого комітету Дніпродзержинської міської ради депутатів трудящих Дніпропетровської області.
10 лютого 1945 — 28 грудня 1946 року — заступник голови виконавчого комітету Дрогобицької обласної ради депутатів трудящих.
У листопаді 1946 — листопаді 1948 року — заступник секретаря Дрогобицького обласного комітету КП(б)У із торгівлі і громадського харчування — завідувач відділу торгівлі і громадського харчування Дрогобицького обласного комітету КП(б)У.
7 вересня 1950 — вересень 1952 року — секретар Дрогобицького обласного комітету КП(б)У.
У 1952 — березні 1953 року — заступник голови виконавчого комітету Житомирської обласної ради депутатів трудящих.
11 березня 1953 — 1956 року — голова виконавчого комітету Житомирської міської ради депутатів трудящих.

## Звання
- майор